# Detloff Hauenschildt
Detloff Hauenschildt († 3. Januar 1703 in Reval) war ein schwedischer Generalmajor. 

## Leben

### Werdegang
Hauenschildt ist spätestens 1618 noch in Deutschland geboren, da sein gleichnamiger Vater, welcher im Krieg gegen Polen im Dienst Gustav II. Adolfs stand, vor 1619 verstorben ist. Hauenschildt trat wie vor ihm sein Vater in die Schwedische Armee ein und stand von August 1644 an als Leutnant im Dienst der Königin. 1650 avancierte er zum Hauptmann sowie 1655 zum Major. Am 17. Dezember 1651 wurde er in den schwedischen Adelsstand erhoben. Mit seiner Beförderung zum Oberstleutnant im Dezember 1657 wurde er zum Österbotten-Regiment versetzt. Dort war er vom 28. Mai 1659 bis April 1660 stellvertretender Kommandeur. Im Zweiten Nordischen Krieg geriet er 1659 in Goldingen in polnische Gefangenschaft, wurde aber noch im selben Jahr wieder entlassen. 1673 wurde er Regimentschef des Österbotten-Regiments. Am 4. September 1691 erhielt Hauenschildt seinen Abschied, wurde aber noch 1696 in den Rang eines Generalmajors befördert. Er war Erbherr auf dem estländischen Rittergut Waoküll und wurde in Reval begraben.

### Familie
Hauenschildt war in erster Ehe mit Maria von Rosen und in zweiter mit Sophia Helena von Nieroth vermählt. Aus beiden Ehen gingen, wie nachstehend, insgesamt zwei Söhne und drei Töchter hervor.
- Robert Wilhelm († 1710 in Reval an der Pest) schwedischer Kapitän im Österbotten-Regiment, ⚭ 1692 Katharina Agneta von Derfelden (1671–1749)[1], 1711 wiedervermählte Heinrich von Bistram (1667–1724), estländischer Ritterschaftshauptmann und Landrat
  - Agneta Helena (1693–1710 in Reval an der Pest)
  - Detloff Johann (1694–1710 in Reval an der Pest)
- Hedwig Elisabeth († 1703), ⚭ 1679 Christoph Georg von Baranoff († 1715), schwedischer Leutnant, Herr auf Klein-Kesküll
- Anna Elisabeth (1678–1743), ⚭I 1694 Georg Gustav von Wrangel (1665–1708)[2], schwedischer Oberstleutnant, Herr auf Koil; ⚭II 1710 Gotthard Wilhelm Marcks von Würtemberg (1688–1778), schwedischer Feldmarschall, Herr auf Högsrum
- Sophia Helena (* 1680), ⚭ Hans Dietrich von Rosen (1678–1738), schwedischer Major, Dörpatscher Landrat
- Magnus Detloff (1681–1710 in Reval an der Pest)